# Museo de Bellas Artes de Berna
El Museo de Bellas Artes de Berna, llamado en alemán Kunstmuseum Bern y fundado en 1879.
La colección recorre un período de ocho siglos, desde la Edad Media hasta el arte contemporáneo. Entre otras, el museo atesora obras de Paul Klee, Pablo Picasso, Ferdinand Hodler, Meret Oppenheim o de Ricco Wassmer. La colección contiene más de 3 000 cuadros y esculturas, así como aproximadamente 48 000 dibujos, grabados, fotografías, vídeos y películas.

## Colección
El Kunstmuseum de Berna alberga un amplio acervo dedicado a la historia del arte occidental. En pintura, destaca un pequeño núcleo de obras italianas de los siglos XIII y XIV, única en su tipo en Suiza, entre las que sobresale la Maiestà (Madonna con Niño y seis ángeles / Madonna con Bambino e sei angeli), obra en témpera y oro sobre madera de Duccio. Tiene gran número de pinturas y esculturas de artistas de Berna o de su región, especialmente del período gótico hasta el siglo XIX, con obras de Niklaus Manuel, Joseph Heintz el Viejo, Joseph Werner, Albert Anker, entre otros.
La colección abarca un núcleo bastante significativo de obras relacionadas con el Impresionismo, el arte moderno y el arte contemporáneo. Destacan Manet, Cézanne, Monet, Pissarro, Renoir, van Gogh, Toulouse-Lautrec, Kirchner o Pollock, entre otros. En el segmento referente a los artistas suizos, tiene varias obras de Ferdinand Hodler, Cuno Amiet o Giovanni Giacometti.
En la colección de artes gráficas, tiene grabados y dibujos de maestros antiguos (Hans Baldung Grien, Beham, Hans Burgkmair, Durero, Jacques Callot, van Dyck, Rembrandt) y modernos (Salvador Dalí, Sophie Taeuber-Arp, Kandinsky, Pablo Picasso, André Masson, etc.).

Entre los obras del Renacimiento italiano, cabe citar una Virgen con el Niño de 1449-1453, del pintor florentino Fra Angélico

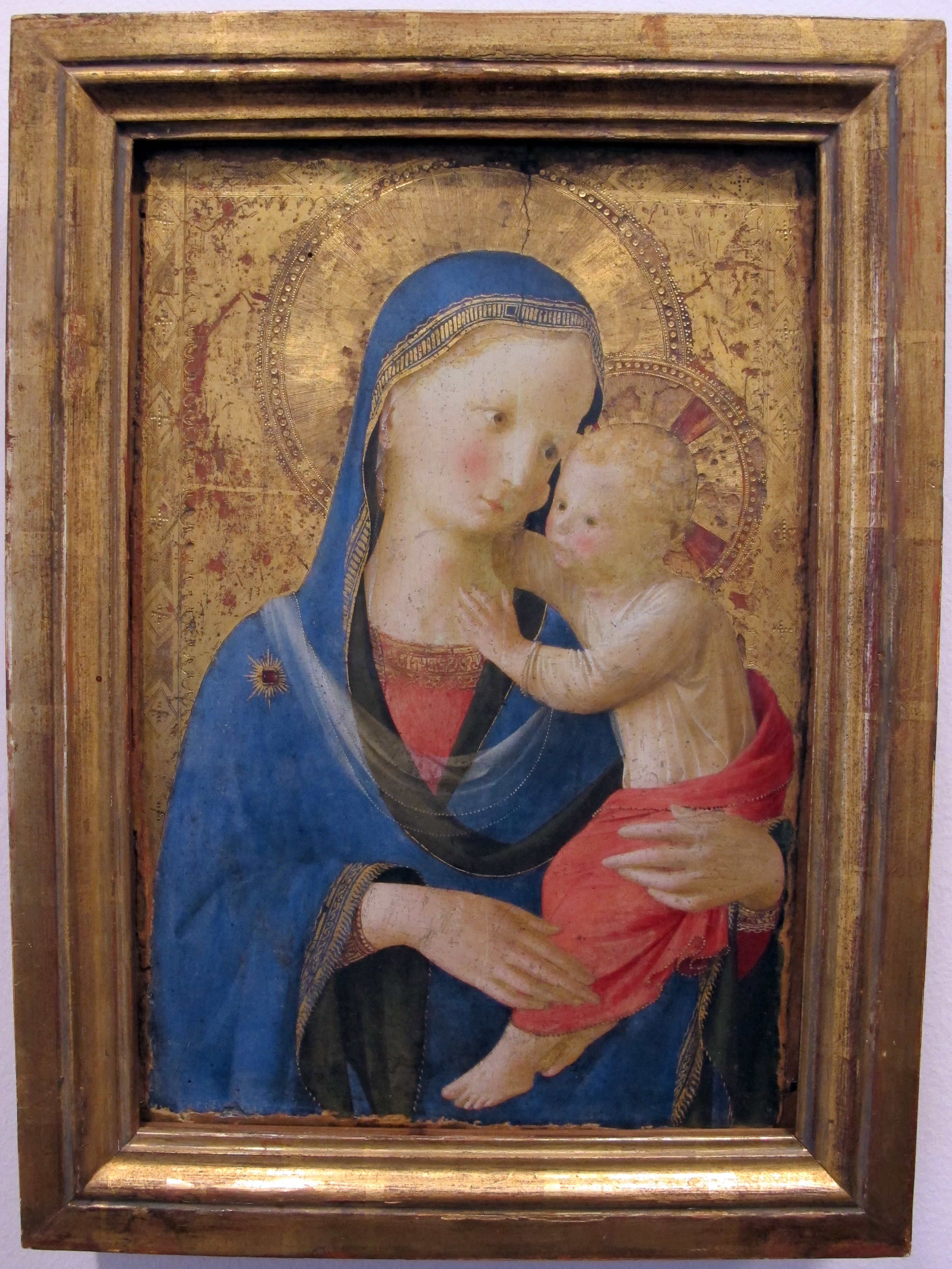
Fra Angélico : Virgen con el Niño
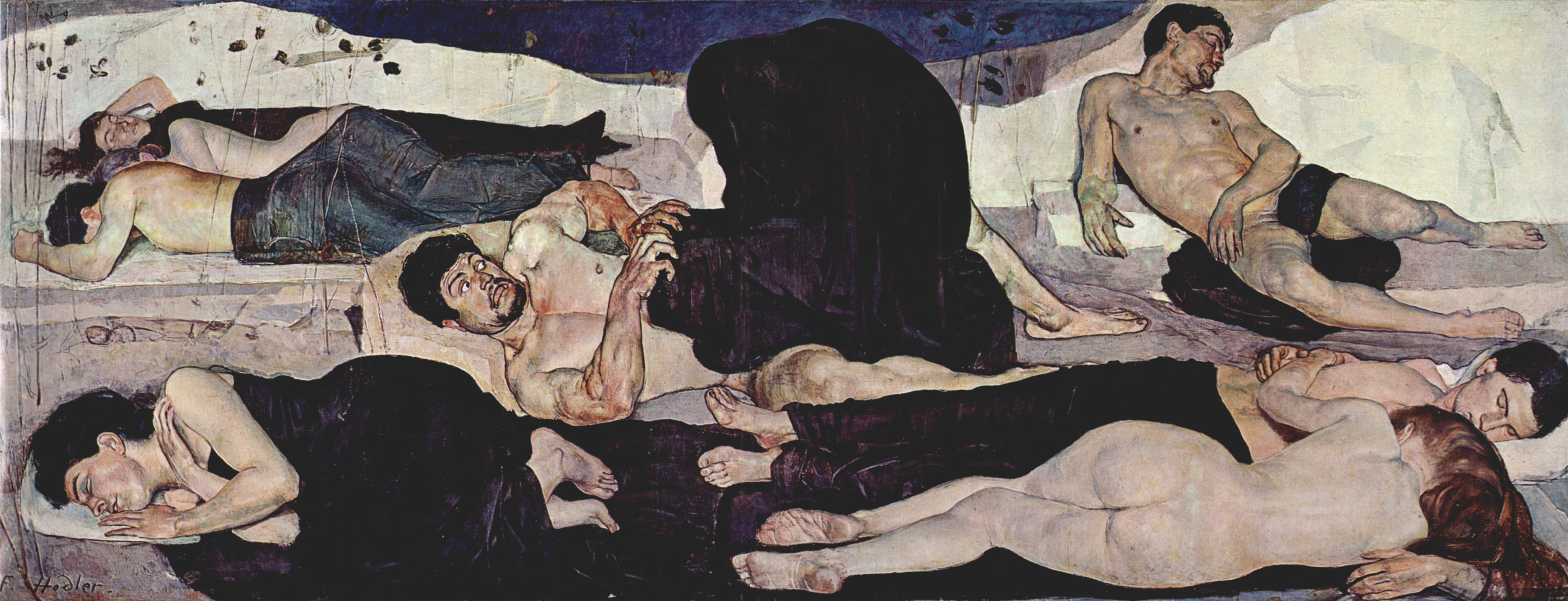
Ferdinand Hodler: La noche
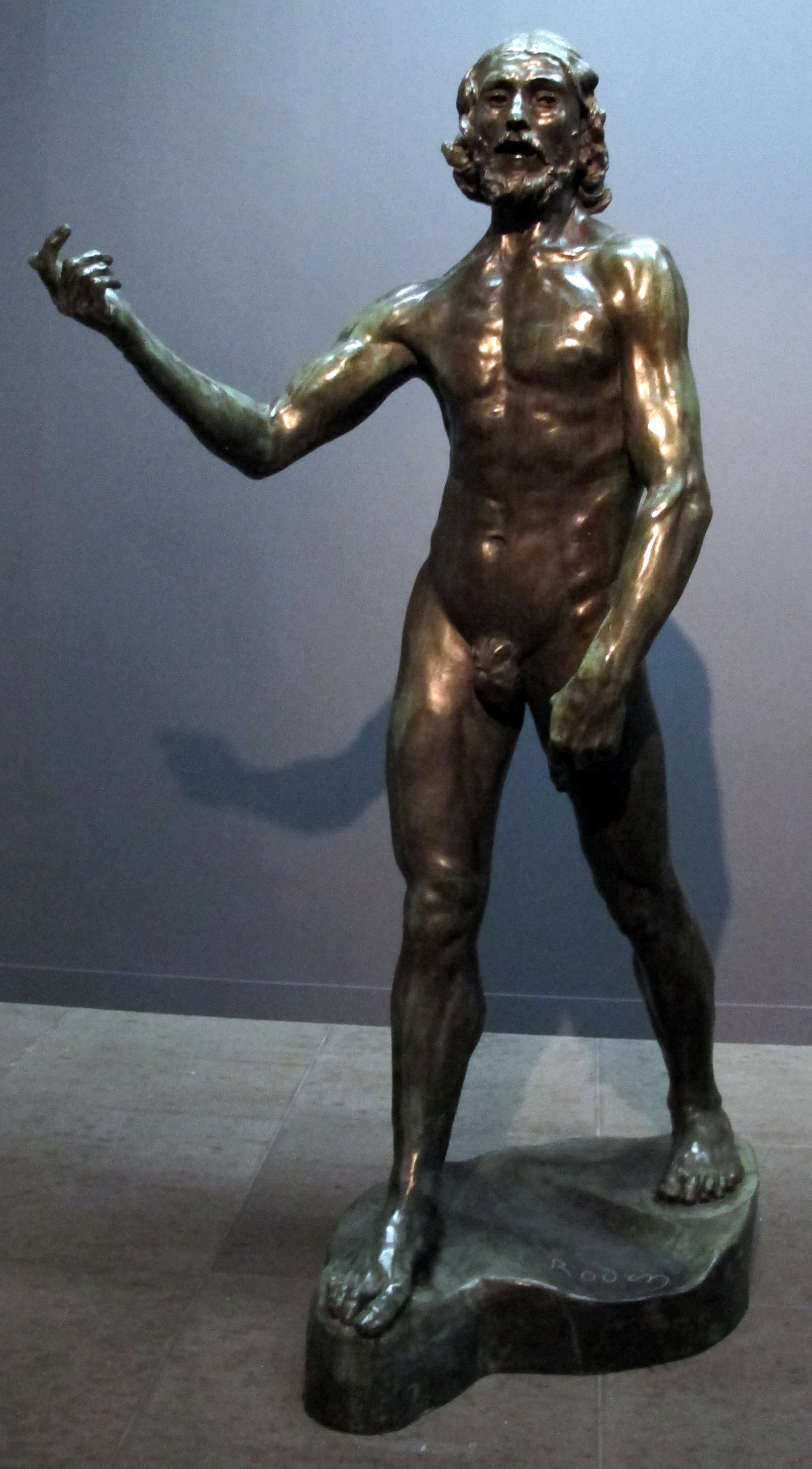
Auguste Rodin : San Juan Bautista
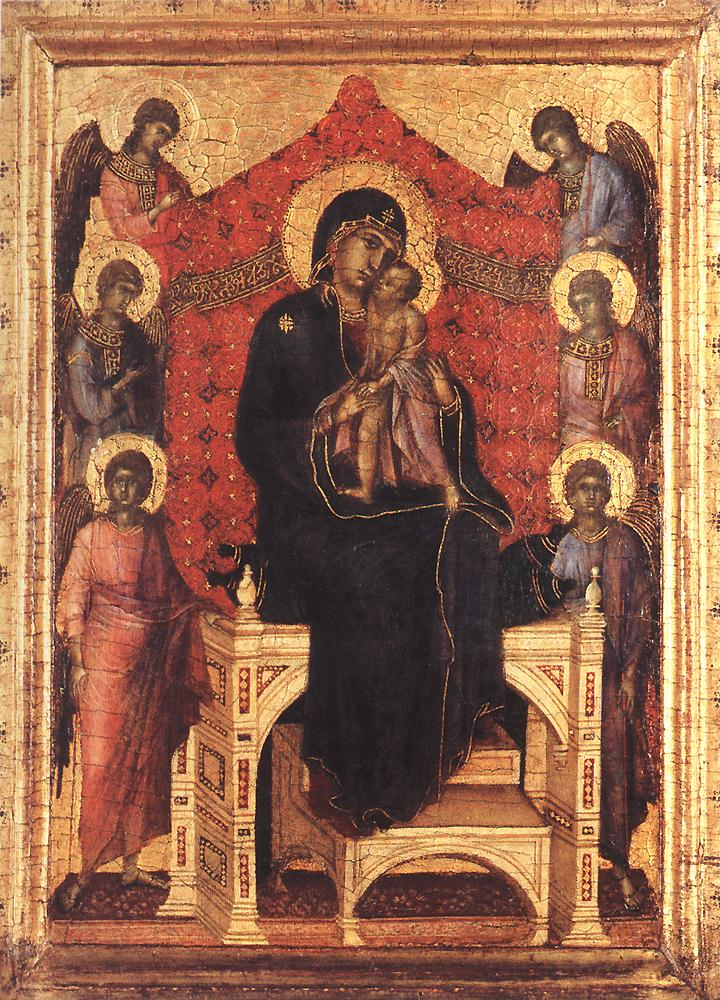
Duccio : Maiestà
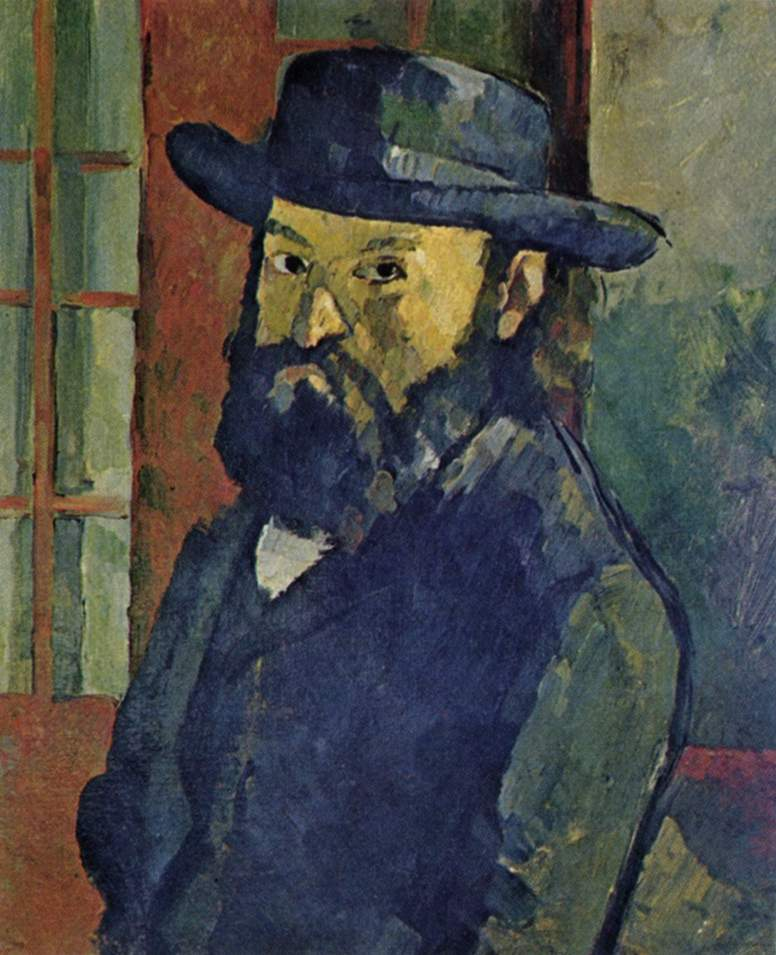
Paul Cézanne : Autorretrato
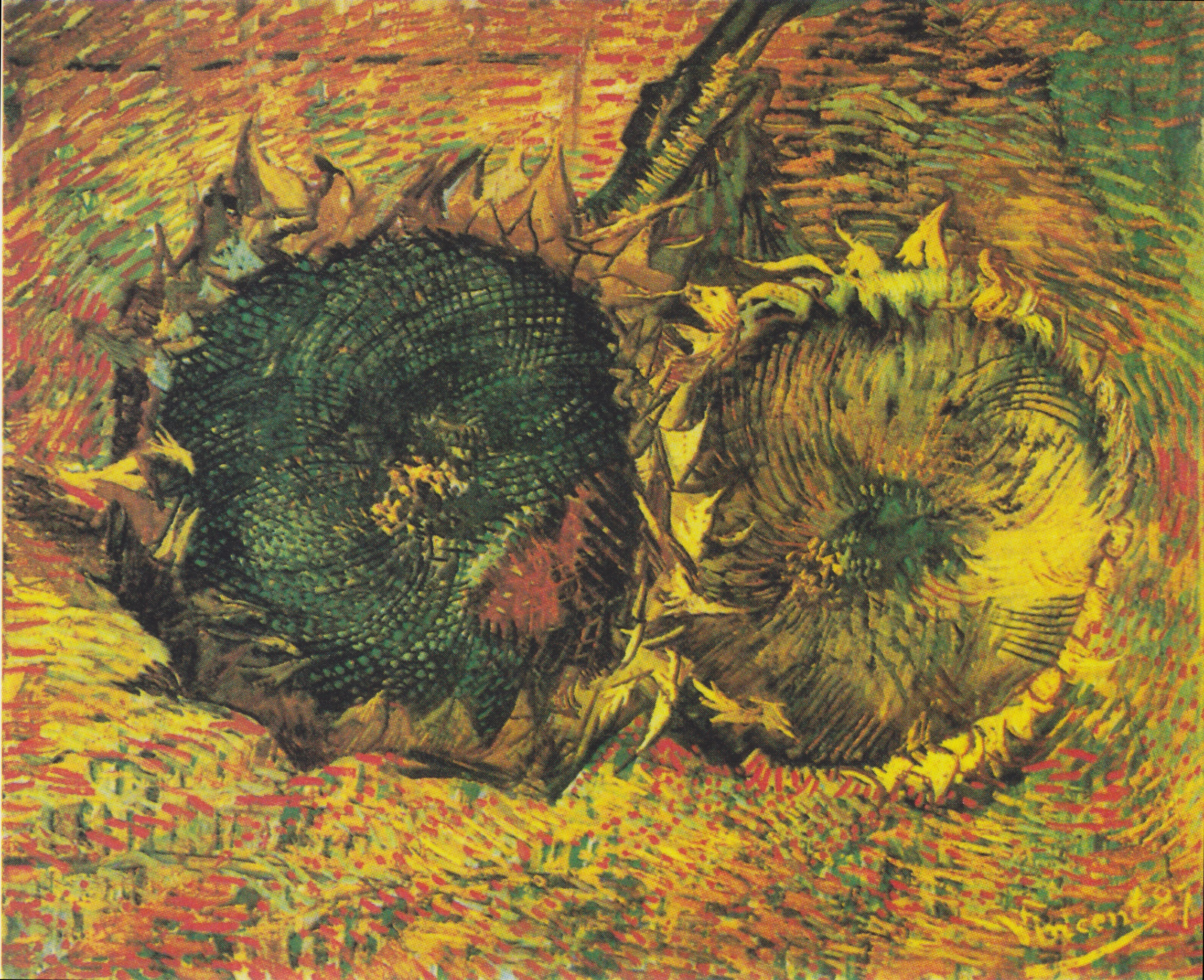
Vincent Van Gogh : Dos girasoles
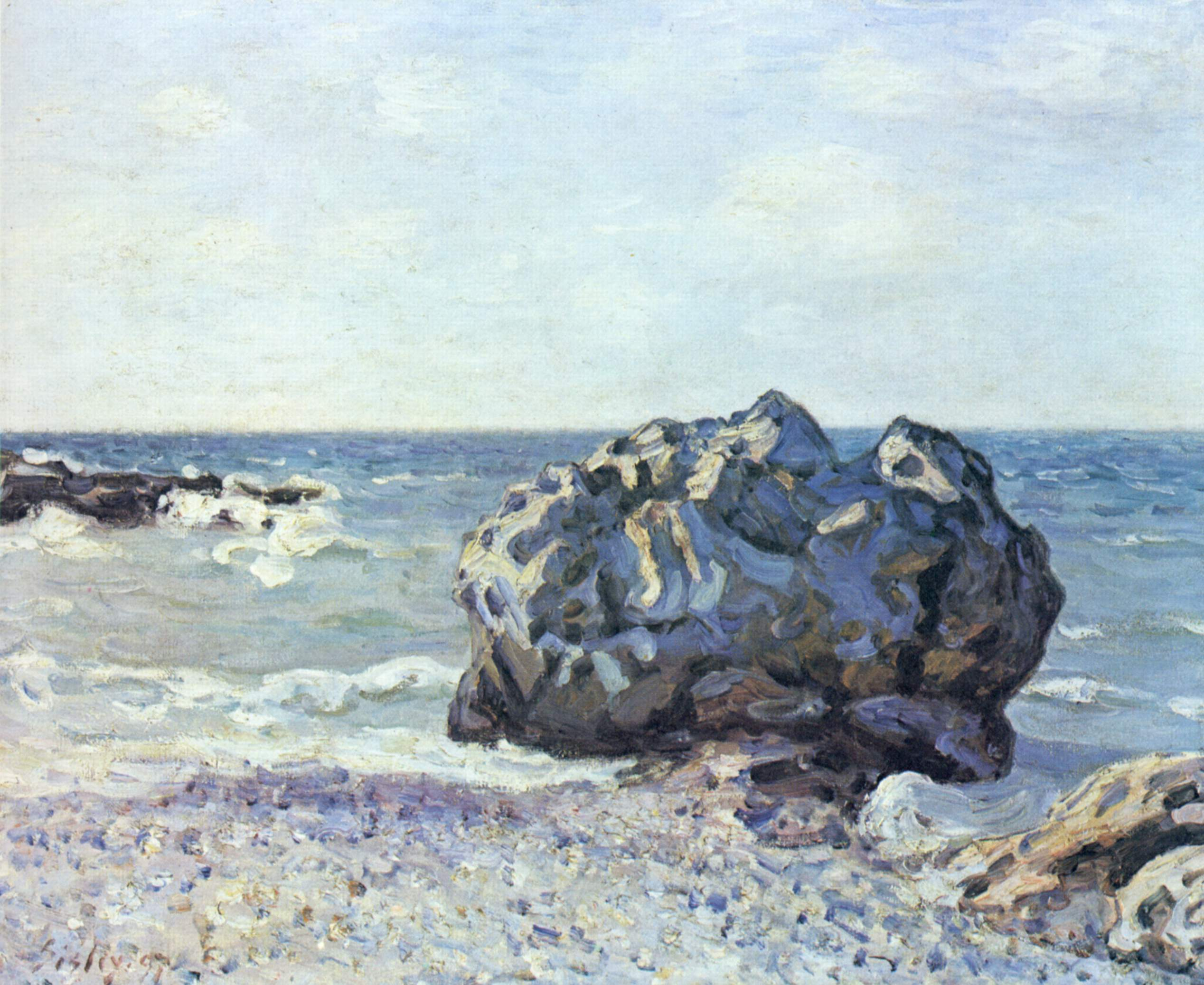
Alfred Sisley : La bahía de Langland, Storr's Rock, 1897

## El tesoro artístico de Múnich
El 7 de mayo de 2014, al día siguiente de la muerte del coleccionista Cornelius Gurlitt, el museo fue designado como su legatario universal. Como consecuencia, resultó propietario del llamado tesoro artístico de Munich (2012).